# Christian Zacharias
Christian Zacharias (Jamshedpur, India, 27 de abril de 1950) es un pianista y director de orquesta alemán.

## Biografía
A partir de 1961 realizó sus estudios musicales en la Academia Superior de Karlsruhe. Fue alumno de Irene Slavin y de Vlado Perlemuter en París, con quien perfeccionó su técnica. Por ello se le puede considerar tributario tanto de la escuela rusa como de la francesa de interpretación pianística.
Su carrera internacional comenzó tras ganar importantes concursos de piano, entre ellos el Concurso Van Cliburn en 1973 y el Ravel de Radio Francia en 1975. 
Además de sus interpretaciones como solista, ha cultivado la música de cámara junto a músicos y grupos tan importantes como el Cuarteto Alban Berg, el Cuarteto Guarneri, el Cuarteto de Leipzig, Heinrich Schiff o Frank Peter Zimmermann.
También ha desarrollado una importante carrera como director de orquesta, desde el año 2000 es el director titular de la Orquesta de Cámara de Lausana.
Uno de sus compositores predilectos es Domenico Scarlatti, a quien ha interpretado y grabado mucho. El pianista ha dicho que le gusta el 'jugueteo' del músico napolitano, que no se cansa de las "variaciones sin fin que tienen sus piezas pequeñas", por lo que sido una referencia constante en su carrera. En su disco Encore (EMI, 1995), incluye veinte versiones de la Sonata en sol mayor K. 55 de Doménico Scarlatti registradas en vivo durante veinte años como propina de sus conciertos. Las veinte interpretaciones tienen leves variantes de tempo, dinámica y articulación. Hay versiones en que los 133 compases de la partitura duran dos minutos pero otras se alargan hasta los tres y medio. Y todas correctas.
Igualmente es un especialista acreditado en la música para teclado de Antonio Soler. El crítico Enrique Franco dijo de su interpretación del Fandango: "Por mucho que la conozcamos, esta rara y espléndida página sonó como si nunca la hubiéramos escuchado. Zacharias, profundo estudioso del carácter del Fandango, dispone su interpretación desde un espíritu tan flexible en el canto y las ornamentaciones como tenuemente implacable en el ritmo. Y, como en el siglo XVIII se hacía, no se resiste a improvisar sobre la marcha durante cada ejecución, lo que hace con increíble belleza."
Respecto a sus interpretaciones de Mozart, Enrique Franco ha afirmado: "Su Mozart no se afilia, del todo, a la tradición gala, ni tampoco se inclina enteramente hacia el gusto germano. Es, pues, personal y fronterizo. Como lo fue el de Gieseking."
En 1997 interpretó el ciclo completo de las sonatas para piano de Schubert en el Auditorio Nacional de Madrid, dentro del Ciclo de Grandes Intérpretes, obteniendo un gran éxito de público y el reconocimiento de la crítica. En relación con sus interpretaciones de Schubert el crítico Juan Ángel Vela del Campo ha comentado: "Schubert es, en manos de Zacharias, una absoluta delicia. En particular el andantino de su sonata D959 alcanzó cotas de encantamiento difícilmente superables. La sonata entera fue una maravilla de ejecución, seguramente porque el pianista se encuentra especialmente a gusto en estos pentagramas del Schubert más maduro. El virtuosismo estuvo al servicio de la belleza y la hondura. El espectáculo estaba en la inteligencia del criterio interpretativo". 
A comienzos de siglo empezó a dedicarse cada vez con más intensidad a la dirección y la música de cámara, convencido de que la música es "una cosa de grupo", y durante 2005 actuó únicamente acompañado. También empezó a dirigir ópera, y lo ha seguido haciendo hasta la actualidad. Ha dirigido varias producciones de La clemencia de Tito y Las bodas de Fígaro, de Mozart, La bella Helena, de Offenbach, y Las alegres comadres de Windsor, de Otto Nicolay.
Con la Orquesta de Cámara de Lausana grabó el ciclo íntegro de conciertos para piano de Mozart, ganador de diversos premios de la industria discográfica como el Diapason d'Or. También ha grabado las cuatro sinfonías de Schumann y las sinfonías berlinesas de Carl Philipp Emanuel Bach.
Ha dirigido en diversas temporadas el Festival Mozart que, tradicionalmente, abre la nueva temporada de conciertos de la Orquesta Sinfónica de Barcelona y Nacional de Cataluña (OBC) con gran éxito tanto de crítica como de público.

## Repertorio
Ha efectuado numerosas grabaciones. Sus interpretaciones de Domenico Scarlatti, Mozart, Schumann, Chopin, Schubert o Ravel son muy apreciadas por la crítica.